# 19550 Самабейтс
19550 Самабейтс (19550 Samabates) — астероїд головного поясу, відкритий 10 травня 1999 року.
Тіссеранів параметр щодо Юпітера — 3,579.